# Beryl de Zoete
Beryl Drusilla de Zoete, también conocida como Beryl de Sélincourt (Londres, 1879-4 de marzo de 1962) fue una bailarina de ballet inglesa, orientalista, crítica e investigadora de danza. También es conocida como traductora de Italo Svevo y Alberto Moravia. 

## Biografía
Nacida en Londres, vivió allí la mayor parte de su vida. Estudió a Somerville College de la Universidad de Oxford. En 1902 se casó con Basil de Sélincourt, aunque el matrimonio duró solo unos pocos años. Publicó poemas en la revista modernista The Open Window. Inició una relación de por vida con el orientalista y traductor Arthur Waley, a quien conoció en 1918 pero con quien nunca se casó. Según observadores como Gerald Brenan, su relación con Arthur Waley era indeterminada. Fue una gran viajera, especialmente por  Bali y el sur de Asia.
En el campo de la danza, enseñó eurítmica, investigó la danza india y las tradiciones teatrales, y colaboró con Walter Spies en Danza y drama en Bali (1937), que sigue siendo una referencia estándar para la danza tradicional balinesa y las formas teatrales. Estudió danza, al menos en parte con Emile Jaques-Dalcroze en 1913 y 1915, y posteriormente enseñó danza hasta algún momento en la década de 1920. Escribió sobre danza en varias ocasiones para The Daily Telegraph, New Statesman y Nation and Ballet (editado por Richard Buckle ). Publicó libros sobre danza en Bali (1938), India (1953) y Sri Lanka (1957). 
Según Harold Acton, de Zoete tenía la tendencia a abusar de hospitalidad de sus amigos: cuando Paola Olivetti, un poco irritada, se fue de una de sus villas, Beryl se quedó, y no se fue hasta que el cocinero le dijo que se iba de vacaciones.

## Otras lecturas
- Ury, Marian, 'Algunas notas hacia una vida de Beryl de Zoete', Revista de las Bibliotecas de la Universidad de Rutgers, XLVIII (1986/87): 1-54. doi 10.14713/jrul.v48i1.1655